# 新亞歷山德里夫卡 (柳巴希夫卡市鎮)
47°35′48″N 30°12′41″E / 47.59667°N 30.21139°E
新亞歷山德里夫卡（烏克蘭語：Новоолександрівка）是位於烏克蘭西南部的村莊，由敖德萨州波迪利斯克区的柳巴希夫卡市鎮負責管轄。該村始建於1792年，面積0.9平方公里，海拔高度91米，2001年人口142，人口密度每平方公里158.48人。